# Julia Smit

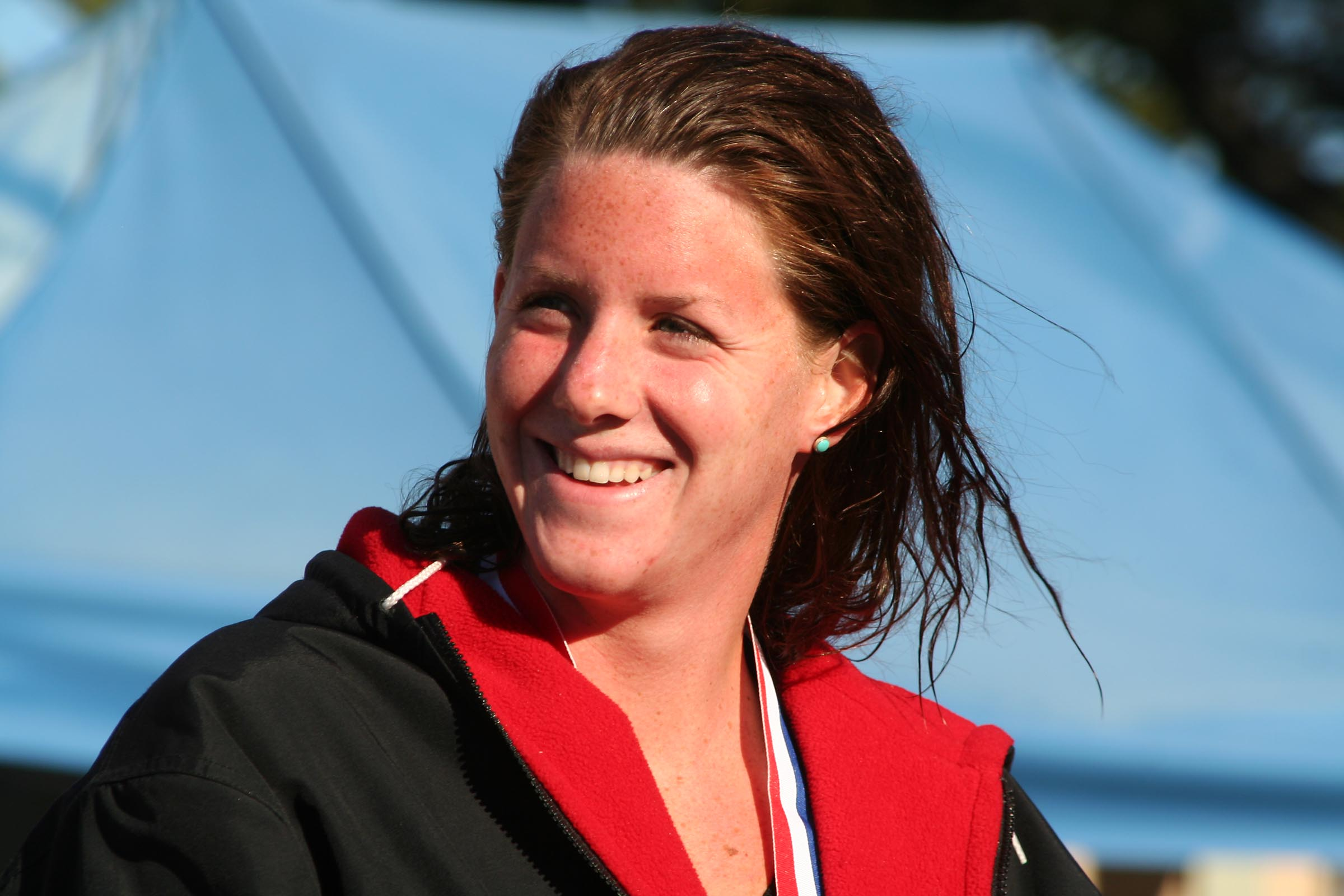
Julia Smit

Julia Elizabeth Smit, född 14 december 1985 i Santa Rosa i Kalifornien, är en amerikansk simmare.
Smit blev olympisk silvermedaljör på 4 × 100 meter frisim vid sommarspelen 2008 i Peking.